# ズザナ・ヘイノヴァ
ズザナ・ヘイノヴァ（Zuzana Hejnová（チェコ語発音: [ˈzuzana ˈɦɛjnovaː]）、1986年12月19日 - ）は、チェコの陸上競技選手、2013年第14回世界選手権女子400mハードル金メダリスト。

## 経歴
ヘイノヴァは1986年にリベレツで生まれ、2003年世界ユース選手権400mハードルで優勝、ヨーロッパジュニア選手権400mハードルで3位に入った。2004年の世界ジュニア選手権400mハードルは2位の成績を残した。2005年、カウナスで開かれたヨーロッパジュニア選手権400mハードルで55秒89のジュニアチェコ新記録をマークして優勝した。同年にヘルシンキで開かれた世界選手権400mハードルにチェコ代表として出場し、準決勝進出（3組7着）の結果を残した。2006年のヨーロッパカップ400mハードルで優勝。2007年に大阪で行われた世界選手権400mハードルは55秒04の記録で準決勝1組6着だった。
2008年6月、オストラヴァで行われた競技会の400mハードルで54秒96に自己ベストを伸ばした。8月にはチェコ代表として北京オリンピック400mハードルに出場し決勝進出を果たし、54秒97の記録で7位入賞の成績を残した。2009年にベルリンで行われた世界選手権400mハードルは準決勝で敗退した。
2010年3月にドーハで開かれた世界室内選手権の4×400mリレーにDenisa Rosolová, Jitka Bartoníčková and Zuzana Bergrováとチェコ代表として出場し銅メダルを獲得した。チェコは当初4位でゴールしたが、ジャマイカの失格により3位に順位が繰り上がった。
同年に開始したダイヤモンドリーグに参戦し、6月のローマ・ゴールデンガラで自己ベストを54秒13に伸ばした。ゲーツヘッド・英国グランプリ、ロンドン・ロンドングランプリ、モナコ・ヘラクレスでいずれもカリース・スペンサーに次いで2位だった。同年7月にバルセロナで行われたヨーロッパ選手権では54秒30の記録で4位だった。
ヘイノヴァは2011年3月にパリで行われたヨーロッパ室内選手権の五種競技に出場し、60mハードル、走高跳、砲丸投で自己ベストを更新、総合得点も自己ベストとなる4453点をマークして7位に入った。同年6月、ダイヤモンドリーグ・ビスレットゲームズで勝利、ストックホルムで開かれたヨーロッパチーム選手権は53秒87のチェコ新記録で優勝した。7月のミーティングアレヴァではチェコ記録をさらに更新する53秒29をマークして優勝した。
2012年7月のヨーロッパ選手権は4位、8月のロンドンオリンピックはシーズンベストとなる53秒38の記録でナタリア・アントユフ、ラシンダ・ディーマスに次ぐ3位に入り銅メダルを獲得した。2013年、ヘイノヴァは5月のダイヤモンドリーグ上海からダイヤモンドリーグに参戦。53秒79をマークして勝利、ユージーン・プリフォンテーンクラシックも53秒70で制した。オスロ・ビスレットゲームズを勝ち、パリ・ミーティングアレヴァは53秒23のチェコ新記録をマークして優勝。7月にロンドンで行われたロンドンアニバーサリーゲームズはチェコ記録を53秒07に更新して優勝した。8月、モスクワで開かれた世界選手権はチェコ記録を塗り替える52秒83をマークして優勝、世界選手権金メダリストに輝いた。世界選手権後もストックホルム・DNガラン、チューリッヒ・ヴェルトクラッセチューリッヒで優勝を遂げ、ヘイノヴァは同年のダイヤモンドリーグ女子400mハードルで7戦全勝の成績を残し種目別年間女王に輝いた。

## 成績

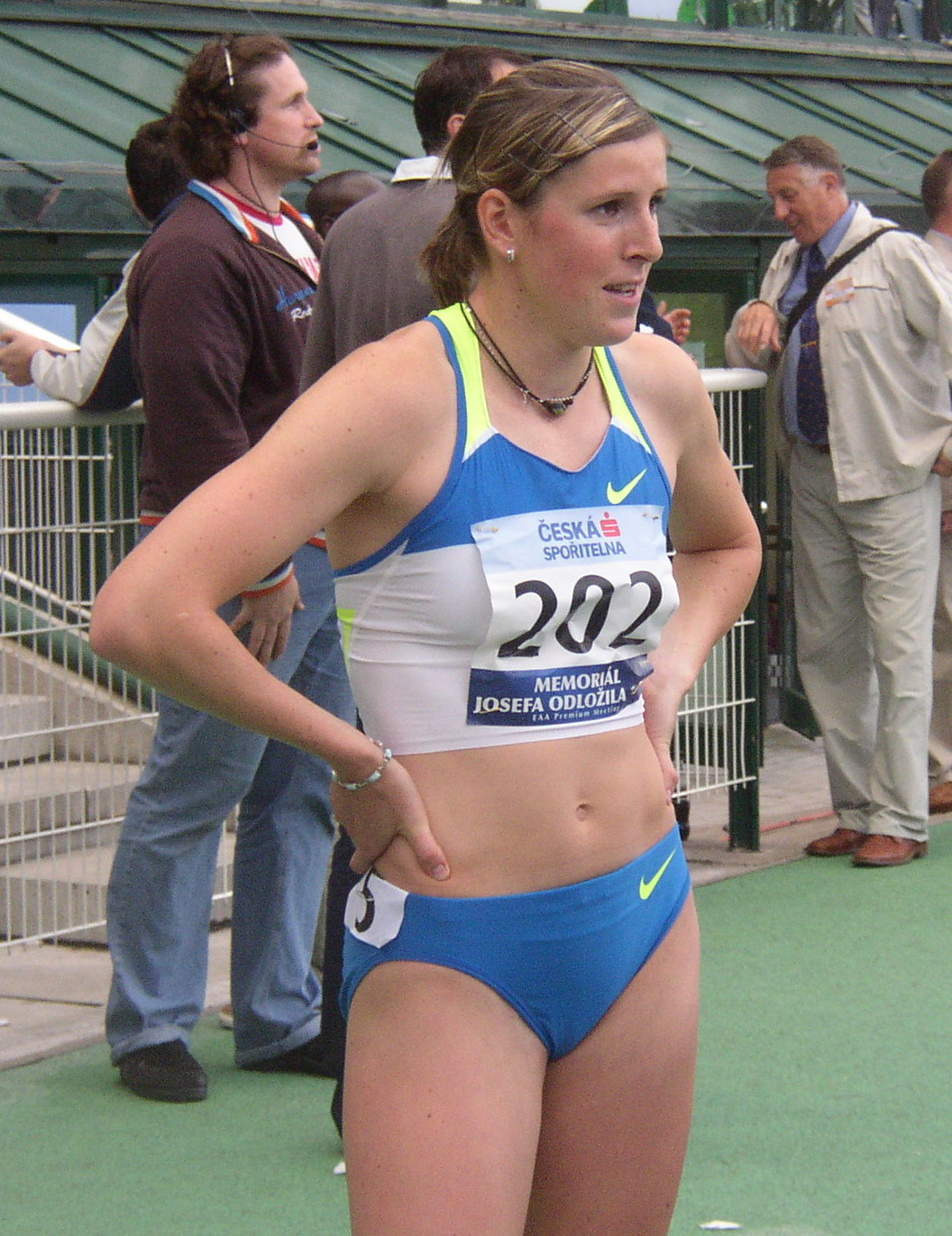
2008年プラハ国際にて

| 年   | 大会                     | 開催地             | 順位     | 種目     | 記録      |
| ---- | ------------------------ | ------------------ | -------- | -------- | --------- |
| 2002 | 世界ジュニア選手権       | キングストン       | 5位      | 400mH    | 58秒42    |
| 2003 | 世界ユース選手権         | シェルブルック     | 1位      | 400mH    | 57秒34    |
| 2003 | ヨーロッパジュニア選手権 | タンペレ           | 3位      | 400mH    | 58秒30    |
| 2004 | 世界ジュニア選手権       | グロッセート       | 2位      | 400mH    | 57秒44    |
| 2005 | ヨーロッパジュニア選手権 | カウナス           | 1位      | 400mH    | 55秒89    |
| 2007 | ヨーロッパU-23選手権     | デブレツェン       | 3位      | 400mH    | 55秒93    |
| 2008 | 世界室内選手権           | バレンシア         | 4位      | 4×400m   |           |
| 2008 | オリンピック             | 北京               | 7位      | 400mH    | 54秒97    |
| 2009 | ヨーロッパチーム選手権   | レイリア           | 3位      | 400mH    | 55秒29    |
| 2010 | 世界室内選手権           | ドーハ             | 3位      | 4×400m   |           |
| 2010 | ヨーロッパ選手権         | バルセロナ         | 4位      | 400mH    | 54秒30    |
| 2010 | ダイヤモンドリーグ       | ダイヤモンドリーグ | 年間2位  | 400mH    |           |
| 2011 | ヨーロッパ室内選手権     | パリ               | 7位      | 五種競技 | 4453      |
| 2011 | ヨーロッパチーム選手権   | ストックホルム     | 1位      | 400mH    | 53秒87    |
| 2011 | 世界選手権               | 大邱               | 7位      | 400mH    | 54秒23    |
| 2011 | 世界選手権               | 大邱               | 7位      | 4×400m   | 3分26秒57 |
| 2011 | ダイヤモンドリーグ       | ダイヤモンドリーグ | 年間3位  | 400mH    |           |
| 2012 | ヨーロッパ選手権         | ヘルシンキ         | 4位      | 400mH    | 54秒49    |
| 2012 | ヨーロッパ選手権         | ヘルシンキ         | 3位      | 4×400m   | 3分26秒02 |
| 2012 | オリンピック             | ロンドン           | 3位      | 400mH    | 53秒38    |
| 2013 | ヨーロッパ室内選手権     | ヨーテボリ         | 4位      | 400m     | 52秒12    |
| 2013 | ヨーロッパ室内選手権     | ヨーテボリ         | 3位      | 4×400m   | 3分28秒49 |
| 2013 | 世界選手権               | モスクワ           | 1位      | 400mH    | 52秒83    |
| 2013 | ダイヤモンドリーグ       | ダイヤモンドリーグ | 年間優勝 | 400mH    | 32pts     |
| 2015 | 世界選手権               | 北京               | 1位      | 400mH    | 53秒50    |
| 2016 | オリンピック             | リオデジャネイロ   | 4位      | 400mH    | 53秒92    |
| 2017 | 世界選手権               | ロンドン           | 4位      | 400mH    | 54秒20    |
| 2019 | 世界選手権               | ドーハ             | 5位      | 400mH    | 54秒23    |

## 自己記録
| 種目         | 記録   | 場所     | 日付          |
| ------------ | ------ | -------- | ------------- |
| 400m         | 51秒90 | ダブリン | 2013年6月22日 |
| 400mハードル | 52秒83 | モスクワ | 2013年8月15日 |